# Naresov preliv
Naresov preliv (angleško Nares Strait, francosko Détroit de Nares, dansko Nares Strædet) je morski preliv med otokom Ellesmere, ki leži na skrajnem severu kanadskega zveznega ozemlja Nunavut, in Grenlandijo. Povezuje Baffinov zaliv, ki je robno morje Atlantskega oceana, z Lincolnovim morjem, ki je robno morje Arktičnega oceana.
Naresov preliv z juga proti severu vključuje Smithov preliv, Kaneovo kotlino, Kennedyjev preliv, Hallovo kotlino in Robesonov preliv. Največja otoka znotraj Naresovega preliva sta Pimov otok, ki leži v Smithovem prelivu, in Franklinov otok, ki leži v Kennedyjevem prelivu. Majhen Hansov otok, ki leži v osrednjem delu Kennedyjevega preliva, je bil od leta 1973 predmet ozemeljskega spora med Dansko in Kanado, ki se je končal 14. junija 2022 s sklenitvijo sporazuma o meji.
Plovba po Naresovem prelivu in okoliških vodah zaradi plavajočega ledu in močnega morskega toka v smeri iz Arktičnega proti Atlantskemu oceanu predstavlja tveganje. Razmeroma varna plovba je mogoča avgusta z ledolomilci. Do leta 1948 je bilo zabeleženih le pet ladij, ki so uspešno preplule Naresov preliv.
Leta 1964 sta Danska in Kanada uradno priznali poimenovanje preliva po britanskem pomorščaku, admiralu in raziskovalcu polarnega območja Georgeu Naresu, ki ga je preplul med odpravo v letih 1875 in 1876, s čimer je ovrgel teorijo o Arktičnem oceanu brez ledu.